# Gewiss (equipo ciclista)
El Gewiss, posteriormente conocido como Batik, fue un equipo ciclista italiano de mediados de la década de 1990. Su principal corredor fue el ruso Eugeni Berzin, aunque también estuvieron en sus filas otros como Ivan Gotti, Bjarne Riis, Piotr Ugrumov, Giorgio Furlan, Nicola Minali, Moreno Argentin y Stefano Zanini.

## Historia del equipo

### Origen e inicios
El equipo se creó para la temporada 1993. Sus dos patrocinadores principales eran las compañías italianas Mecair y Ballan. El proyecto estaría liderado por el director deportivo Emmanuelle Bombini.
Su primera plantilla consistía fundamentalmente en ciclistas italianos, con hombres consagrados como el italiano Moreno Argentin y jóvenes como Nicola Minali. A ellos se sumaban corredores de la extinta Unión Soviética formados bajo las órdenes de Alexander Kuznetsov y afincados en Italia, como Piotr Ugrumov y los jóvenes rusos Eugeni Berzin y Vladislav Bobrik.

#### 1993
Piotr Ugrumov fue segundo en el Giro de Italia, donde ganó además una etapa. Moreno Argentin ganó dos etapas, además de lucir la maglia rosa de líder durante las diez primeras jornadas.
Ugrumov se adjudicó asimismo la Euskal Bizikleta.

### El bienio de Gewiss-Ballan
Con la llegada para 1994 de la empresa italiana de ingeniería eléctrica Gewiss como nuevo patrocinador principal, y con Ballan como copatrocinador, la escuadra fue renombrada Gewiss-Ballan. Durante los dos años que duró dicha denominación el equipo fue uno de los más exitosos del pelotón.
La escuadra aprovechó la desaparición del Ariostea dirigido por Giancarlo Ferretti para reforzarse con hombres como Bjarne Riis y Giorgio Furlan de cara a esa nueva andadura. Otra de las incorporaciones fue Guido Bontempi.

#### 1994: el año de las exhibiciones
El equipo tuvo una primavera de ensueño: ganó la Tirreno-Adriático y la Milán-San Remo en marzo, la Flecha Valona y la Lieja Bastoña-Lieja en abril y el Giro de Italia en mayo-junio. El triunfo en el Muro de Huy fue histórico ya que tres ciclistas del equipo coparon los tres cajones del podio, en lo que fue calificado como una exhibición.
Piotr Ugrumov fue segundo en el Tour de Francia, por detrás de un Miguel Induráin que ganó su cuarto maillot amarillo consecutivo.
La temporada culminó con la victoria de Vladislav Bobrik en el Giro de Lombardía.
En abril Berzin firmó un contrato de renovación que prolongaba su vinculación con el equipo, pero tras ganar el Giro pidió un importante aumento en sus emolumentos, a lo que los gestores del equipo se negaron. En esa situación, Berzin mostró su deseo de cambiar de equipo para la siguiente temporada, lo que llevó a su abogado a presentar una querella contra la escuadra para que esta le concediera la carta de libertad. El mánager de la formación, Bombini, se escudó en el contrato firmado pocos meses antes, al tiempo que se enfriaban las relaciones entre las dos partes, con Berzin negándose a correr en diversas carreras y no acudiendo ningún representante de la formación al homenaje realizado al ruso por haber ganado el Giro. Berzin firmó otro contrato con el Polti, y aseguró a la prensa que Gewiss y Polti habían llegado a un acuerdo en los tribunales, dando así por hecho su cambio de equipo. Sin embargo, tal acuerdo no se había producido y el 1 de diciembre el Colegio de Arbitraje italiano dio la razón a Gewiss, validando el contrato original firmado en abril y dejando sin efecto el posterior contrato con Polti. Debido a ello, y tras meses de incertidumbre, finalmente Berzin siguió en el equipo.

#### 1995: podios en Giro y Tour
En el Giro de Italia Eugeni Berzin y Piotr Ugrumov fueron segundo y tercero respectivamente, solo superados por el ganador de la maglia rosa Tony Rominger (Mapei). La ronda italiana estuvo marcada por el enfrentamiento entre Berzin y Ugrumov por lograr el triunfo final, circunstancia que terminó favorecienco a su rival Rominger.
En el Tour de Francia Bjarne Riis terminó tercero en la general, en una edición en la que Miguel Induráin logró su quinto (y a la postre último) triunfo consecutivo. Riis llegó a ser líder provisional de la general en el transcurso de la Grande Boucle, portando el maillot amarillo.
Tanto Ugrumov como Riis abandonaron la escuadra y ficharon por Roslotto ZG y Deutsche Telekom respectivamente para la siguiente temporada.

### Descenso de resultados, desaparición y epílogo

#### 1996: victorias en descenso
Stefano Zanini ganó la Amstel Gold Race.
En el Giro de Italia su jefe de filas Eugeni Berzin no alcanzó el rendimiento de años anteriores, finalizando décimo en la general a más de catorce minutos de la maglia rosa, su compatriota Pavel Tonkov (Panaria). El mejor clasificado del equipo en la general fue Ivan Gotti, un escalador italiano que finalizó quinto en su mejor resultado actuación hasta ese momento. La escuadra quedó así sin representante en el podio final de Milán tras haber tenido una destacada presencia las dos ediciones anteriores con Berzin; su excompañero Ugrumov, en su nueva andadura con el Roslotto ZG, quedó también fuera del podio por un solo segundo al ser cuarto. La formación sí logró no obstante dos victorias de etapa, ambas en la última semana de carrera: Berzin ganó en Marostica la única contrarreloj de la carrera tras imponerse por un solo segundo a Abraham Olano (Mapei), mientras que dos días después Gotti ganaría la penúltima etapa al llegar victorioso a Aprica tras ascender el Mortirolo. Gotti ficharía por el Saeco para la siguiente temporada.
Esa fue asimismo la última temporada de Gewiss como patrocinador.

#### 1997: Batik y desaparición

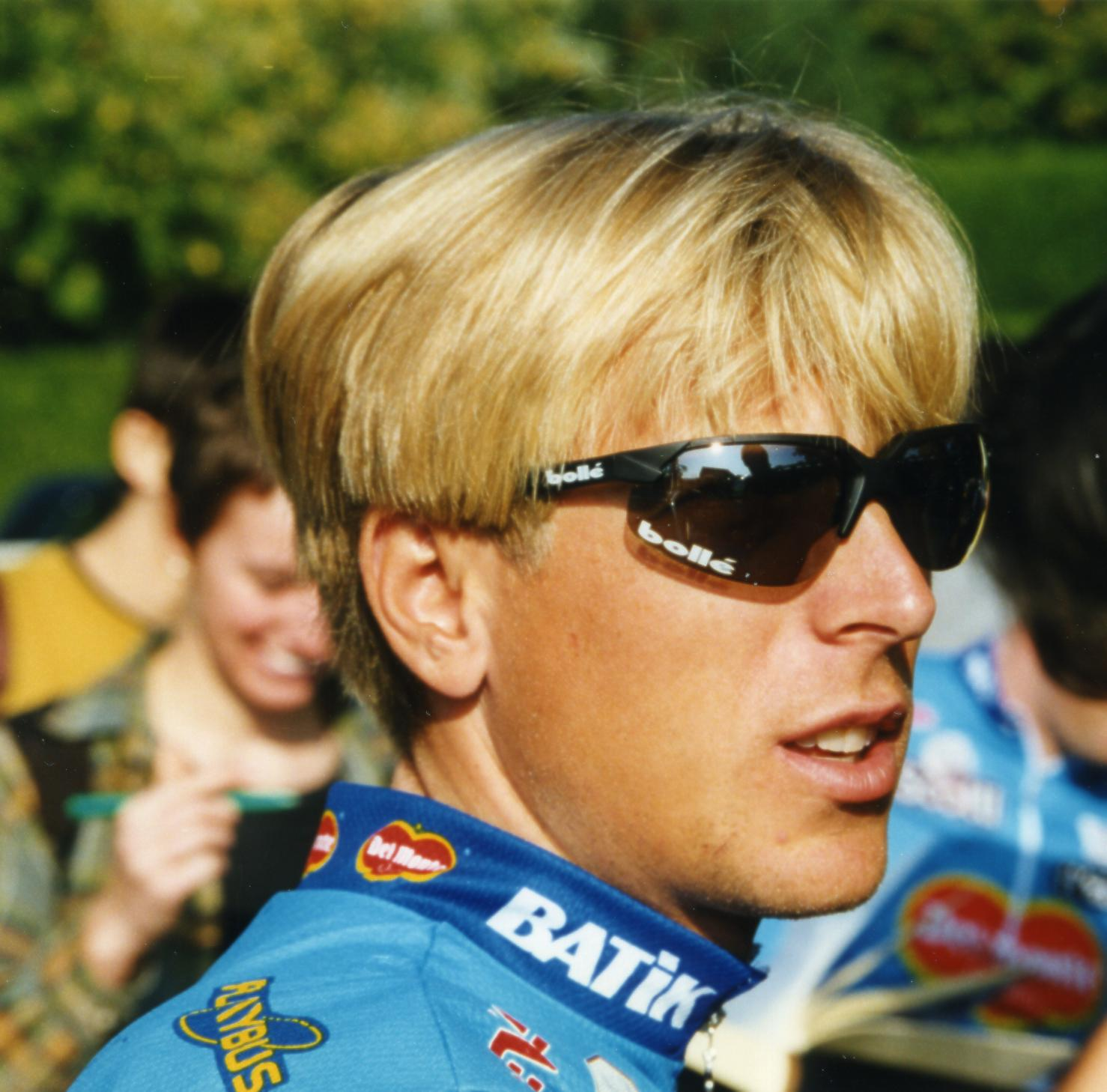
Berzin, en la París-Tours.

La escuadra fue renombrada Batik-Del Monte para 1997, tras la llegada del fabricante de refrescos Batik como nuevo patrocinador principal.
En octubre Berzin intentó el asalto al récord de la hora en poder del británico Chris Boardman en el velódromo de Burdeos. Sin embargo en el transcurso del intento el ruso desistió al encontrarse alejado de los tiempos de Boardman.
El equipo desapareció a final de temporada, y sus hasta entonces responsables iniciaron nuevos proyectos para 1998. Emanuele Bombini, máximo responsable de la estructura, se embarcó en el Riso Scotti-MG Maglificio con una plantilla que incluía cinco corredores procedentes del extinto Batik. Otro de sus directores deportivos, Flavio Miozzo, creó el Ballan (posteriormente Alessio).

## Corredor mejor clasificado en las Grandes Vueltas
| Año  | Giro de Italia      | Tour de Francia      | Vuelta a España       |
| ---- | ------------------- | -------------------- | --------------------- |
| 1993 | 2.º Piotr Ugriúmov  | -                    | -                     |
| 1994 | 1.º Yevgueni Berzin | 2.º Piotr Ugriúmov   | -                     |
| 1995 | 2.º Yevgueni Berzin | 3.º Bjarne Riis      | 22.º Piotr Ugriúmov   |
| 1996 | 5.º Ivan Gotti      | 20.º Yevgueni Berzin | 16.º Vladislav Bóbrik |
| 1997 | 16. Alberto Volpi   | 65.º Jon Odriozola   | -                     |

## Dopaje sistemático
El equipo es bien conocido por el dopaje sistemático que en él se llevó a cabo. El médico del equipo, Michele Ferrari, era un asistente del profesor Francesco Conconi en el Instituto Biomédico de la Universidad de Ferrara en Italia. Se dice que fueron Conconi y sus asistentes los que introdujeron la Eritropoyetina, o EPO, en el ciclismo de competición.
El 11 de enero de 1999 la Danmarks Radio emitió en Dinamarca el primero de una serie de tres programas titulado "El precio del silencio", que detallaba la práctica del dopaje en el ONCE (equipo ciclista) y en el Gewiss. El programa alegó que el equipo Gewiss-Ballan usó EPO en 1995. Los periodistas llegaron a poseer papeles del nivel de hematocrito de los corredores del equipo que mostraban grandes fluctuaciones, desde niveles normales a niveles indicativos de dopaje. Estos datos serían más tarde publicados por L'Equipe. Además, el documental contaba cómo durante el Tour de Dinamarca, el 4 de agosto de 1995, unos periodistas encontraron pruebas de dopaje en la habitación de hotel en la que el utillero del Gewiss Paolo Ganzerlo había dormido la noche anterior. Seis corredores del equipo también habían estado en el hotel la noche del 5 de agosto de 1995. Los periodistas encontraron una bolsa del Gewiss con 12 jeringuillas usadas y ensangrentadas, una ampolla que de acuerdo con su etiqueta contenía Recomon 5000 (EPO) y tres ampollas vacías que los test subsiguientes revelaron que habían contenido EPO.
Más revelaciones acerca del dopaje sistemático llevado a cabo en el equipo fueron publicadas en 1999 en el periódico italiano La Repubblica y en el periódico deportivo francés L'Equipe. Dichas publicaciones estaban basados en los escritos del periodista Eugenio Capodacqua, quien publicó los niveles de hematocrito de los corredores del Gewiss, así como los resultados de una investigación acerca del equipo y su doctor Michele Ferrari.
El 12 de marzo de 1999 L'Equipe publicó una tabla de los niveles de hematocrito de los corredores del Gewiss que fue recogida desde diciembre de 1994 hasta mayo de 1995. Esto fue antes de la fijación por parte de la UCI del nivel máximo de hematocrito permitido en un 50%, limitación que empezó a aplicarse en 1997. Bjarne Riis corría para el equipo en aquella época y sus niveles subieron de 41.1% a 56.3%; los de Ivan Gotti, de 40.7% a 57%, y los de Eugeni Berzin de 41.7% a 53%. Piotr Ugrumov tuvo el máximo nivel de hematocrito con un 60%. Riis negó inmediatamente la validez de las cifras. El nivel de hematrocrito de Riis de 41.1% medido el 14 de enero de 1995 era un valor normal para un hombre adulto; seis meses después, el 10 de julio de ese año, pocos días después de que Riis vistiese el mallot amarillo por primera vez en el Tour de Francia, su nivel era de 56.3%.
Otro médico del equipo, Mazzoni, fue acusado en un caso aparte de promover el dopaje en el deporte.

### Alteraciones del hematocrito
Estas son las alteraciones del hematocrito (en porcentaje) de los corredores del Gewiss entre 1994 y 1995 que fueron publicadas.
El nivel de hematocrito de los siguientes siete corredores varía desde la primera cifra, tomada el 15 de diciembre de 1994, a la segunda cifra, tomada el 24 de mayo de 1995.
- Vladislav Bobrik (Rus): 42.7 a 53
- Bruno Cenghialta (Ita): 37.2 a 54.5
- Francesco Frattini (Ita): 46 a 54
- Giorgio Furlan (Ita): 38.8 a 51
- Nicola Minali (Ita): 41.7 a 54
- Piotr Ugrumov (Lat): 32.8 a 60
- Alberto Volpi (Ita): 38.5 a 52.6

El 14 de enero de 1995, Eugeni Berzin e Ivan Gotti registraron un nivel de hematocrito de 41,7% y 40.7% respectivamente; en cambio, el 24 de mayo de 1995 Bergin registró uno de 53%, y el 8 de agosto de ese mismo año Gotti registró un nivel de 57%. Como se trató más arriba, Bjarne Riis registro un nivel de hematocrito de 41.1% el 14 de enero de 1995, mientras que el 10 de julio de 1995 registraba uno de 56.3%.

## Material ciclista
El equipo utilizó las siguientes marcas de bicicletas:
- Rossin (1993)
- Bianchi (1994)
- De Rosa (1995-1996)
- Bianchi (1997)

## Clasificaciones UCI
| Año  | Clasificación por equipos | Mejor corredor en la clasificación individual | Posición |
| 1993 | ??                        | ??                                            | ??       |
| 1994 | ??                        | ??                                            | ??       |
| 1995 | 4.º                       | Eugeni Berzin                                 | 7.º      |
| 1996 | 12.º                      | Eugeni Berzin                                 | 29.º     |
| 1997 | 26.º                      | Nicola Minali                                 | 93.º     |

## Palmarés
Para el palmarés completo año a año, véase Palmarés del Gewiss

### Principales victorias
- Milán-San Remoː  Giorgio Furlan (1994), Gabriele Colombo (1996)
- Tirreno-Adriático (1994)
- Flecha Valona (1994)
- Lieja-Bastoña-Liejaː Yevgueni Berzin (1994)
- Giro de Lombardíaː Vladislav Bobrik (1994)
- Giro de Italiaː Yevgueni Berzin (1994)
- 2.º en el Tour de Francia 1994
- París-Tours Nicola Minali (1995 y 1996)
- 3.º en el Tour de Francia 1995
- 2.º y 3.º en el Giro de Italia 1995
- Amstel Gold Race (1996)

## Plantilla
Para las plantillas completas año a año, véase Plantillas del Gewiss

### Principales ciclistas
- Moreno Argentin (1993-1994)
- Eugeni Berzin (1993-1997)
- Vladislav Bobrik (1993-1996)
- Guido Bontempi (1994-1995)
- Bruno Cenghialta (1994-1997)
- Gabriele Colombo (1994-1997)
- Giorgio Furlan (1994-1995)
- Ivan Gotti (1995-1996)
- Andreas Kappes (1993)
- Nicola Minali (1993-1997)
- Bjarne Riis (1994-1995)
- Piotr Ugrumov (1993-1996)
- Stefano Zanini (1995-1996)